# Portezuelo (Spagna)
Portezuelo è un comune spagnolo di 303 abitanti situato nella comunità autonoma dell'Estremadura.